# Fernando Filoni
Fernando Filoni (Manduria, 15. travnja 1946.) talijanski je kardinal Katoličke Crkve koji služi kao veliki meštar konjaničkog reda Svetoga groba. Bio je prefekt Kongregacije za evangelizaciju naroda od 2011. do 2019. godine.
Godine 2008. nadbiskup Filoni odlikovan je Viteškim velikim križem Reda za zasluge Talijanske Republike.